# Steiner-ciklois

A piros görbe Steiner-ciklois, más néven deltoidgörbe

A geometriában a Steiner-ciklois vagy deltoidgörbe egy három csúcsú hipociklois. Másként, egy nagyobb körön belülről csúszás nélkül görgő kör egy kerületi pontja írja le, ami másfélszer vagy háromszor fordul körbe. A deltoid nevet a delta görög betűről kapta, mivel hasonlít a delta nagybetűre.
Általánosabban a deltoidgörbe vonatkozhat egy olyan görbére, aminek három csúcsát a külsejére nézve konkáv görbék kötik össze, így a görbén belüli pontok konkáv halmazt alkotnak.

## Egyenletei
A deltoidgörbe forgatás és eltolás erejéig leírható a következő paraméteres egyenletekkel:
{\displaystyle x=2a\cos(t)+a\cos(2t)\,}
{\displaystyle y=2a\sin(t)-a\sin(2t)\,}
ahol a a gördülő kör sugara.
Komplex koordinátákkal ugyanez így néz ki:
{\displaystyle z=2ae^{it}+ae^{-2it}}.
A t változó kiküszöbölésével az egyenletet a Descartes-koordinátákkal fejezzük ki:
{\displaystyle (x^{2}+y^{2})^{2}+18a^{2}(x^{2}+y^{2})-27a^{4}=8a(x^{3}-3xy^{2}),\,}
eszerint a deltoidgörbe negyedfokú algebrai síkgörbe. Poláris koordinátákban az egyenlet:
{\displaystyle r^{4}+18a^{2}r^{2}-27a^{4}=8ar^{3}\cos 3\theta \,.}
A görbének három csúcsa, szingularitása van a {\displaystyle t=0,\,\pm {\tfrac {2\pi }{3}}} helyeken. A fenti paraméterezésből következik, hogy a görbe racionális, így nemszáma 0.
A deltoidgörbét érintői két helyen is elmetszik. Ha az érintő egyszer körbefordul, akkor az érintési pont kétszer fordul körbe.
A deltoidgörbe evolvense
{\displaystyle x^{3}-x^{2}-(3x+1)y^{2}=0,\,}
aminek kettős pontja van az origóban. Ez megmutatható az y ↦ iy képzetes forgatással, aminek eredménye
{\displaystyle x^{3}-x^{2}+(3x+1)y^{2}=0\,}
kettős ponttal a valós sík origójában.

## Terület és kerület
A közrezárt terület {\displaystyle 2\pi a^{2}}, ahol a a gördülő kör sugara. Ez kétszerese a gördülő kör területének.
A görbe ívhossza 16a.

## Története
A cikloisokat már Galileo Galilei és Marin Mersenne tanulmányozta 1599-től, de a gördülő körök pontjai által leírt görbékkel Ole Rømer kezdett el foglalkozni 1674-ben, amikor a fogaskerék legjobb alakját kereste. Leonhard Euler összefüggésbe hozta a deltoidgörbét egy optikai problémával.

## Alkalmazásai
A deltoidgörbék a matematika több területén is felbukkannak:
- A harmadrendű unisztochasztikus mátrixok komplex sajátértékeinek halmaza
- A harmadrendű unisztochasztikus mátrixok keresztmetszete
- Az SU(3) csoport unitér mátrixainak lehetséges nyomainak halmaza
- Két deltoidgörbe metszete hatodrendű komplex Hadamard-mátrixok egy családját paraméterezi.
- Egy háromszög Simpson-vonalai Steiner-görbét burkolnak. Jakob Steiner 1856-ban írta le a görbe alakját és szimmetriáját.[2]
- A háromszögek területfelezői tágabb értelemben vett deltoidgörbét burkolnak. A görbe csúcsai a háromszög oldalfelező pontjai; a görbe szakaszai hiperbolaívek, amelyek aszimptotái a háromszög oldalai.[3]
- A Steiner-ciklois egy javasolt megoldás Kakeya tűproblémájára.

## Fordítás
Ez a szócikk részben vagy egészben  a   Deltoid curve című angol Wikipédia-szócikk fordításán alapul.  Az eredeti cikk szerkesztőit annak laptörténete sorolja fel. Ez a jelzés csupán a megfogalmazás eredetét és a szerzői jogokat jelzi, nem szolgál a cikkben szereplő információk forrásmegjelöléseként.